# Miłkowice (województwo dolnośląskie)
Miłkowice (niem. Arnsdorf) – wieś w Polsce położona w województwie dolnośląskim, w powiecie legnickim, w gminie Miłkowice, nad potokiem Brochotka (niem. Brocke).

## Geografia
Wieś położona jest w odległości 8 km na północny zachód od granic administracyjnych Legnicy oraz 12 km na wschód od Chojnowa.

## Historia

### Przynależność administracyjna
W latach 1954–1972 wieś należała i była siedzibą władz gromady Miłkowice. W latach 1975–1998 miejscowość administracyjnie należała do województwa legnickiego.

### Demografia
- 1885 – 495 mieszkańców
- 1910 – 638 mieszkańców
- 1933 – 2387 mieszkańców
- 1939 – 2346 mieszkańców
- 2011 – 1949 mieszkańców[1]

### Zarys dziejów

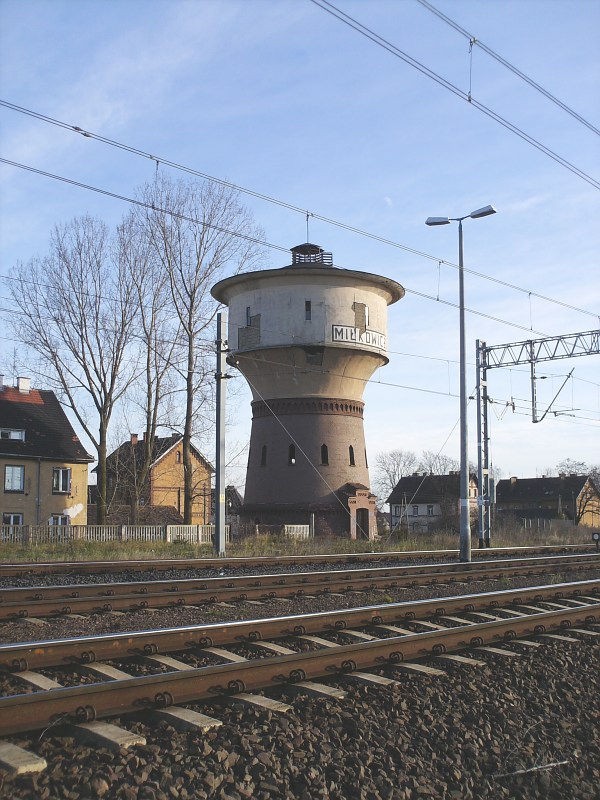
Wieża ciśnień

Miejscowość powstała w dolinie Czarnej Wody.
Pierwsza wzmianka Miłkowicach pochodzi z około 1320 roku, gdzie opisywano wieś Arnolda (Arnoldisdorph) z 22 łanami. Wieś podlegała parafii w Studnicy. W 1349 pojawiła Arnoldisdorf, a od XV wieku w użyciu była nazwa Arnsdorf.
W 1407 właścicielem Miłkowic był Burgold Slewicz. George Busewoy posiadł miejscowość w lenno w 1422 r. Od 1456 r. miejscowość należała do Bernarda Busvoy z Langenwaldau (Grzymalina).
Przed II wojną światową władze hitlerowskie rozbudowały węzeł kolejowy w celach zbrojeniowych. Powstało osiedle pracowników kolei.
1 września 1937 r. połączono Miłkowice z miejscowością Siedliska. Nowa miejscowość liczyła ponad 2000 mieszkańców. Funkcjonowały: poczta, apteka, mleczarnia, zajazd.
Po II wojnie światowej Miłkowice włączono jako część tzw. Ziem Odzyskanych w granice Polski. Zaraz po wojnie wieś nazwano Kalinowo, a rejon stacji Jaranowo. W 1947 r. obie miejscowości połączono, nadając wspólną nazwę Miłkowice (obecna nazwa została administracyjnie zatwierdzona 12 listopada 1946).
W okresie PRL największym pracodawcą Miłkowic były Polskie Koleje Państwowe, które w miejscowej stacji rozrządowej zatrudniały 80% mieszkańców gminy. Oprócz PKP w Miłkowicach funkcjonowały: wytwórnia wód mineralnych, klub, sklepy. Miejscowość wyraźnie dzieliła się na część zagrodową i osiedlową.
Podczas restrukturyzacji przedsiębiorstwa państwowego PKP w 2000 roku, władze przedsiębiorstwa zdecydowały o ograniczeniu zatrudnienia. Załogę w miłkowickich jednostkach kolei zredukowano o 90% do poziomu 200 osób, wywołując niespotykany wcześniej wzrost bezrobocia w gminie. W 2009 roku bez pracy pozostał co trzeci mieszkaniec gminy.

### Perspektywy
W sąsiedztwie Miłkowic zalegają największe w Polsce złoża węgla brunatnego, odkryte w latach 50. XX wieku podczas rozpoznawania złóż miedzi. Rozpoczęcie ich eksploatacji będzie równoznaczne z likwidacją miejscowości, która – według wieloletnich planów – znajdzie się pod zwałowiskiem. Planom sprzeciwia się społeczność lokalna i władze samorządowe gminy.

### Zabytki
Do wojewódzkiego rejestru zabytków wpisany jest:
- dworzec kolejowy, z końca XIX w.

inne zabytki:
- folwark, zachowane są jedynie trzy skrzydła. Budynki są w znacznej mierze przebudowane[12]

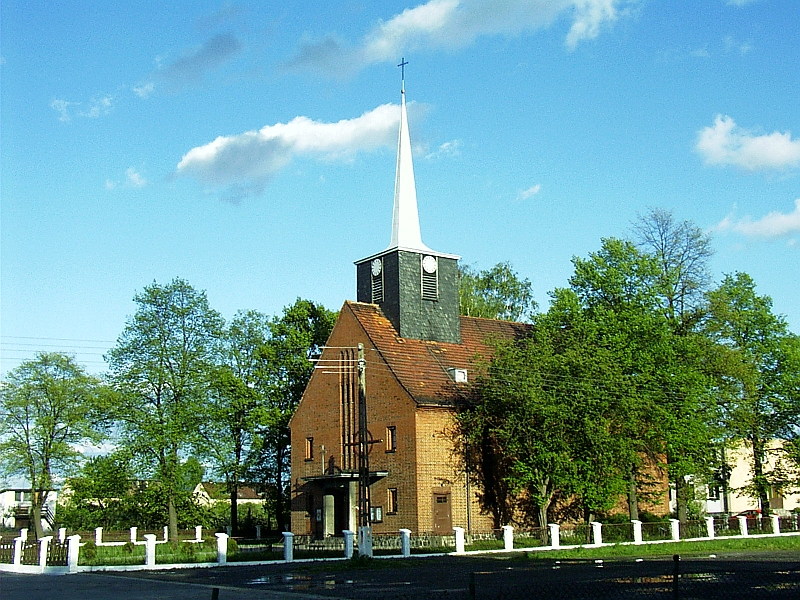
Kościół w Miłkowicach

- kościół parafialny pw. Niepokalanego Poczęcia Najświętszej Maryi Panny
- krzyże pokutne wzdłuż drogi Legnica-Miłkowice
- zabudowania kolejarskie (obiekty dworca, osiedle kolejarskie, wieża ciśnień)

## Instytucje oraz infrastruktura

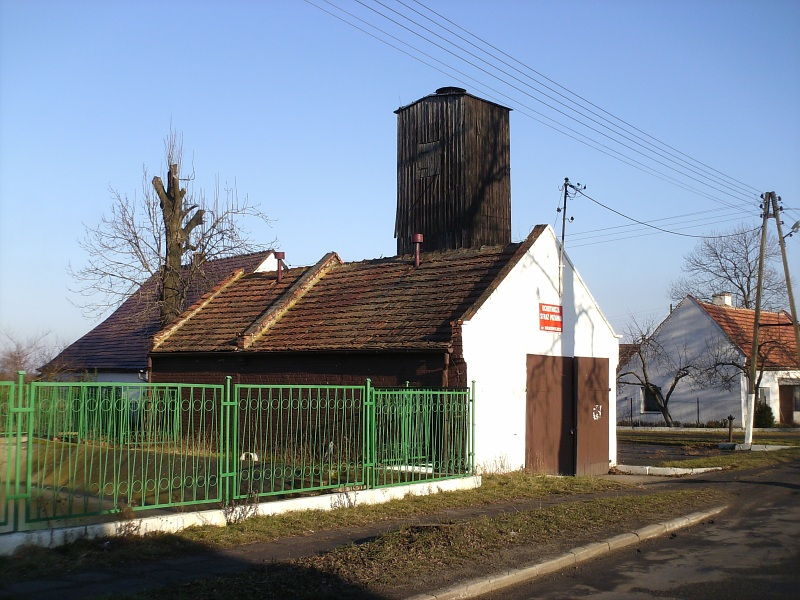
Remiza strażacka

### Instytucje
- Gimnazjum
- Gminny Ośrodek Kultury i Sportu
- Gminny Ośrodek Zdrowia
- Gminny Zakład Gospodarki Komunalnej
- remiza Ochotniczej Straży Pożarnej
- placówka Banku Spółdzielczego
- posterunek policji
- Szkoła Podstawowa
- Urząd Gminy
- Urząd Pocztowy

### Infrastruktura
- boisko sportowe
- cmentarz
- oczyszczalnia ścieków
- sieć wodociągowa, sieć kanalizacyjna
- stacja kolejowa
- plac targowy

## Transport

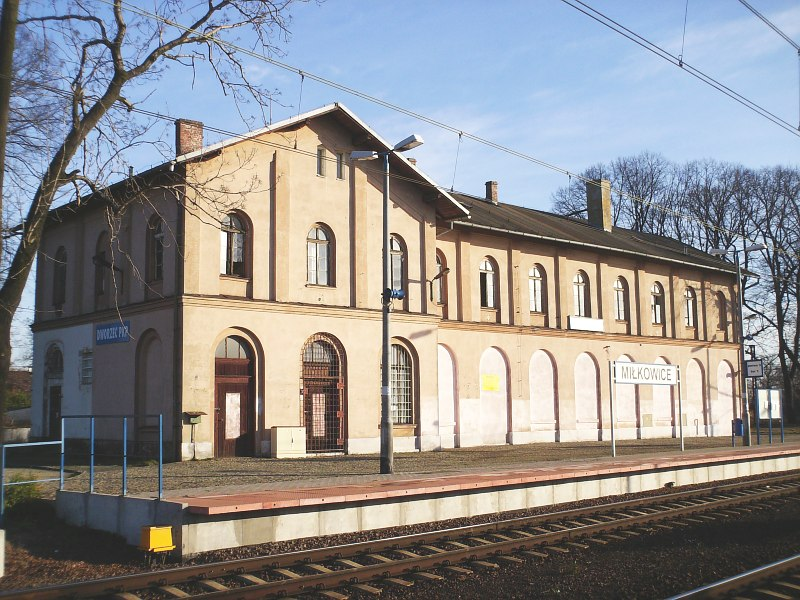
Budynek dworca kolejowego

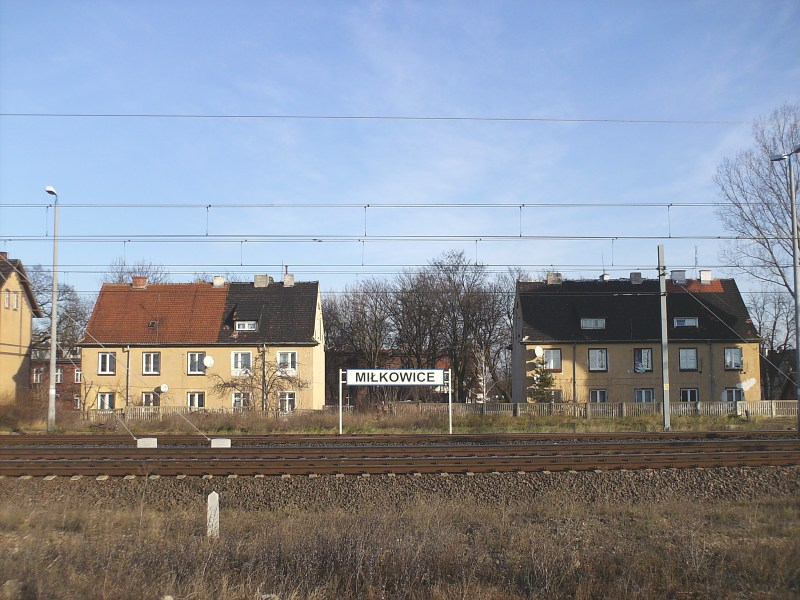
Widok na osiedle kolejarskie od strony stacji

W Miłkowicach znajduje się czynna w ruchu pasażerskim i towarowym stacja Miłkowice, na węźle linii kolejowej E 30 III europejskiego korytarza transportowego (Berlin – Kijów) oraz linii do Forst (stacja początkowa) przez Żary i Żagań. Obok zlokalizowane są rozległe tereny kolejowe dawnego węzła towarowego, w przeszłości stanowiącego główne źródło utrzymania miłkowiczan. Od 2006 r. ruch pociągów i obsługa szlabanów są sterowane zdalnie z Bolesławca. Budynek dworca jest nieczynny od 2003 r.
Oprócz połączeń kolejowych, bezpośrednie połączenia Miłkowic z miejscowościami gminy zapewniają prywatne autobusy i mikrobusy, kursujące od Legnicy i Chojnowa. We wsi znajduje się sześć przystanków autobusowych.
Najbliższą drogą krajową jest droga nr 94 (odcinek Chojnów-Legnica S3), której wjazdy (skrzyżowanie w miejscowości Studnica) oddalone są o 4,2 km od Miłkowic.

## Kultura
Miłkowice oficjalnie stanowią od 2017 r. wioskę tematyczną pn. „Miłkowice – Wioska Kolejarzy”. Inicjatywą koordynuje miejscowe stowarzyszenie „Kolejarz” z Siedlisk, które powołała w 2012 roku grupa mieszkańców gminy, w przeważającej części emerytów dawnego przedsiębiorstwa Polskie Koleje Państwowe. Stowarzyszenie przy wsparciu merytorycznym i finansowym władz gminy (wg stanu na rok 2017) organizuje wydarzenia edukacyjne, kulturalne i rekreacyjne (m.in. bieg przełajowy, gry terenowe, eventy) związane tematycznie z kolejnictwem. Powstała ścieżka dydaktyczna z planszami ilustrującymi i opisującymi związek miejscowości z transportem kolejowym.

## Sport, turystyka, rekreacja
Od 2015 r. rokrocznie w czerwcu odbywa się Ogólnopolski Bieg Przełajowy pn. „Kolej na bieg”.
Miłkowice od 1956 roku posiadają drużynę piłki nożnej – Kolejarz Miłkowice.
Przez Miłkowice przebiega żółty szlak PTTK – „Szlak Dookoła Legnicy”:
- Szlak Dookoła Legnicy – odcinek II Raszówka – Kochlice – Głuchowice – Grzymalin – Miłkowice – Jakuszów – Jezierzany (12 km);

Około 2 km od Miłkowic ulokowane są Jezierzany – miejscowość znana z kąpieliska.